# 乳色深水鰨
乳色深水鰨（学名：Bathysolea lactea）為輻鰭魚綱鰈形目鰨亞目鰨科的其中一種，為深海魚類，分布於中東大西洋維德角群島海域，棲息深度660公尺，體長可達15公分，棲息在底層水域，生活習性不明。